# Eupithecia albirivata
Euphitecia albirivata es una especie de polilla de la familia Geometridae. La especie fue descrita por primera vez por William Warren habiendo sido descrita en 1904, con distribución en Perú y Ecuador. El holotipo de la especie fue descrita en la Provincia de Carabaya a unos .